# Listă de politicieni brazilieni implicați în scandaluri publice
Aceasta este o listă de politicieni brazilieni implicați în scandaluri publice:

## Deputați
- Pedro Novais⁠(pt)[traduceți] a cheltuit în 2010 peste 1.000 dolari de la bugetul de stat pentru a plăti cheltuielile petrecerii dintr-un hotel vizitat, mai tales[1], de persoane amatoare de sex cu prostituate.[2]

## Primari
- Lidiane Leite din Turi do Augusto, trimisă în judecată pentru că ar fi deturnat 4 milioane de dolari din bani publici.[3]